# Волгапино
Волгапино (мокш. Валгапеле) — село в Ковылкинском районе Республики Мордовия в составе Изосимовского сельского поселения.

## География
Расположено на речке Мокша, в 25 км от районного центра и железнодорожной станции Ковылкино.

## История
Название-антропоним: первым поселенцем был мордвин с дохристианским именем Валгапа. В «Списке населённых мест Пензенской губернии» (1869) Волгапино — село казённое из 79 дворов (596 чел.) Краснослободского уезда. В 1921 году в селе насчитывалось 1458 чел. В 1934 году был создан колхоз «Заветы Ильича», с 1996 г. — СХПК «Волгапинский». В селе функционируют средняя школа, Дом культуры, библиотека, отделение связи, магазин.

## Население
| 2002 | 2010 |
| ---- | ---- |
| 471  | ↘395 |

Национальный состав
Согласно результатам переписи 2002 года, в национальной структуре населения мордва-мокша составляли 87 %

## Источник
- Энциклопедия Мордовия, А. М. Шаронов.